# Reynard F1-01
Reynard F1-01 – projektu samochodu Formuły 1 konstrukcji Reynarda. Nigdy nie wziął udziału w wyścigu.

## Historia
Pod koniec 1987 roku Adrian Reynard, którego firma produkowała wówczas m.in. samochody Formuły 3000, ogłosił zamiar wejścia do Formuły 1 w sezonie 1989. Reynard zaprojektował i zbudował model 89M, napędzany silnikiem Mugen 3,5 V8. Z powodu braku pieniędzy Reynard 89M, opierający się na modelu 89D z Formuły 3000, nigdy nie wziął udziału w Grand Prix, ale był platformą testową dla Bridgestone'a.
Mimo faktu, że 89M nie wystartował w Formule 1, Reynard kontynuował starania mające na celu debiut w Formule 1. W tym celu w połowie 1990 roku zatrudnił grupę pracowników Benettona na czele z Rorym Byrnem. Następnie rozpoczął z Yamahą negocjacje na temat dostaw silników V12 i planował debiut w sezonie 1992.
Z przyczyn finansowych Reynard nie zdołał zadebiutować w założonym terminie. Cały projekt, wraz z fabryką w Enstone, został sprzedany Benettonowi; ponadto Reynard F1-01 stał się podstawą projektu Benettona B192. Również większość pracowników wróciła do Benettona. Silniki Yamaha przejął Jordan, a część danych przejął Ligier, który wykorzystał je w Ligierze JS37. Reynard skupił się na serii CART, chociaż zaprojektował jeszcze samochody Formuły 1: Pacific PR01 i DAMS GD-01. W 1998 roku Reynard stworzył model 98A jako platformę testową dla zespołu BAR.